# Kargassok
Kargassok (russisch Каргасо́к) ist ein Dorf (selo) in der Oblast Tomsk in Russland mit 8127 Einwohnern (Stand 14. Oktober 2010).

## Geographie
Der Ort liegt etwa 375 km Luftlinie nordwestlich des Oblastverwaltungszentrums Tomsk im Südosten des Westsibirischen Tieflands. Er befindet sich am linken Ufer des dort knapp 1,5 km breiten Ob unmittelbar unterhalb des Einmündung des linken Zuflusses Parabel und etwa 8 km oberhalb der Mündung des Hauptarmes des Wassjugan.
Kargassok ist Verwaltungszentrum des Rajons Kargassokski sowie Sitz der Landgemeinde Kargassokskoje selskoje posselenije, zu der außerdem die Dörfer Bondarka (8 km südwestlich), Losunga (14 km südwestlich), Paschnja (9 km südsüdöstlich) und Pawlowo (7 km südsüdöstlich) sowie die Siedlungen Geologitscheski („Geologische Siedlung“, südöstlich anschließend), Neftjanikow („Siedlung der Erdölarbeiter“, südwestlich anschließend) und 5 km (3 km westlich, ungefähr bei Kilometer 5 der alten Trasse der Straße, die das rechte Wassjugan-Ufer aufwärts führt) gehören.

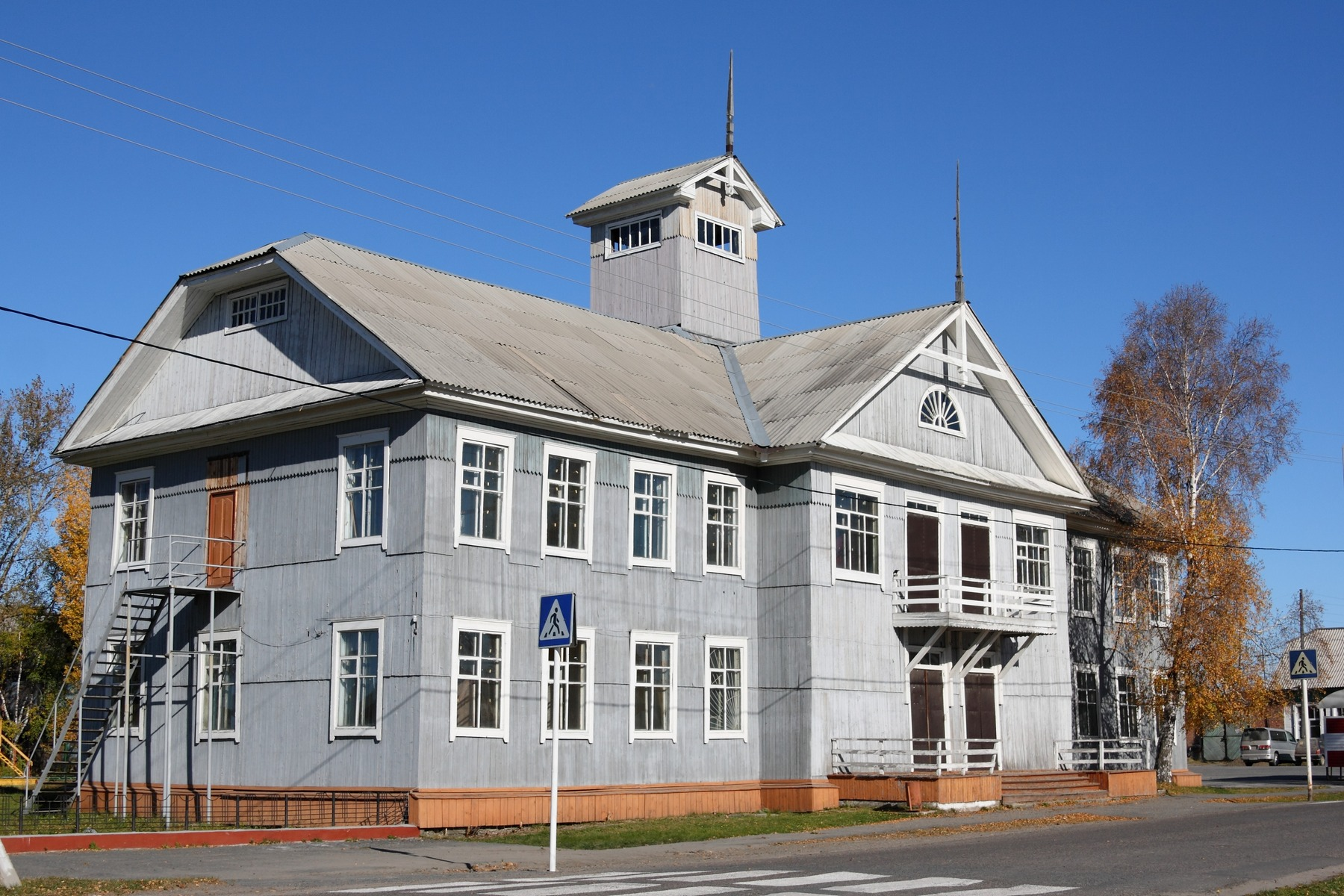
Holzhaus in Kargassok
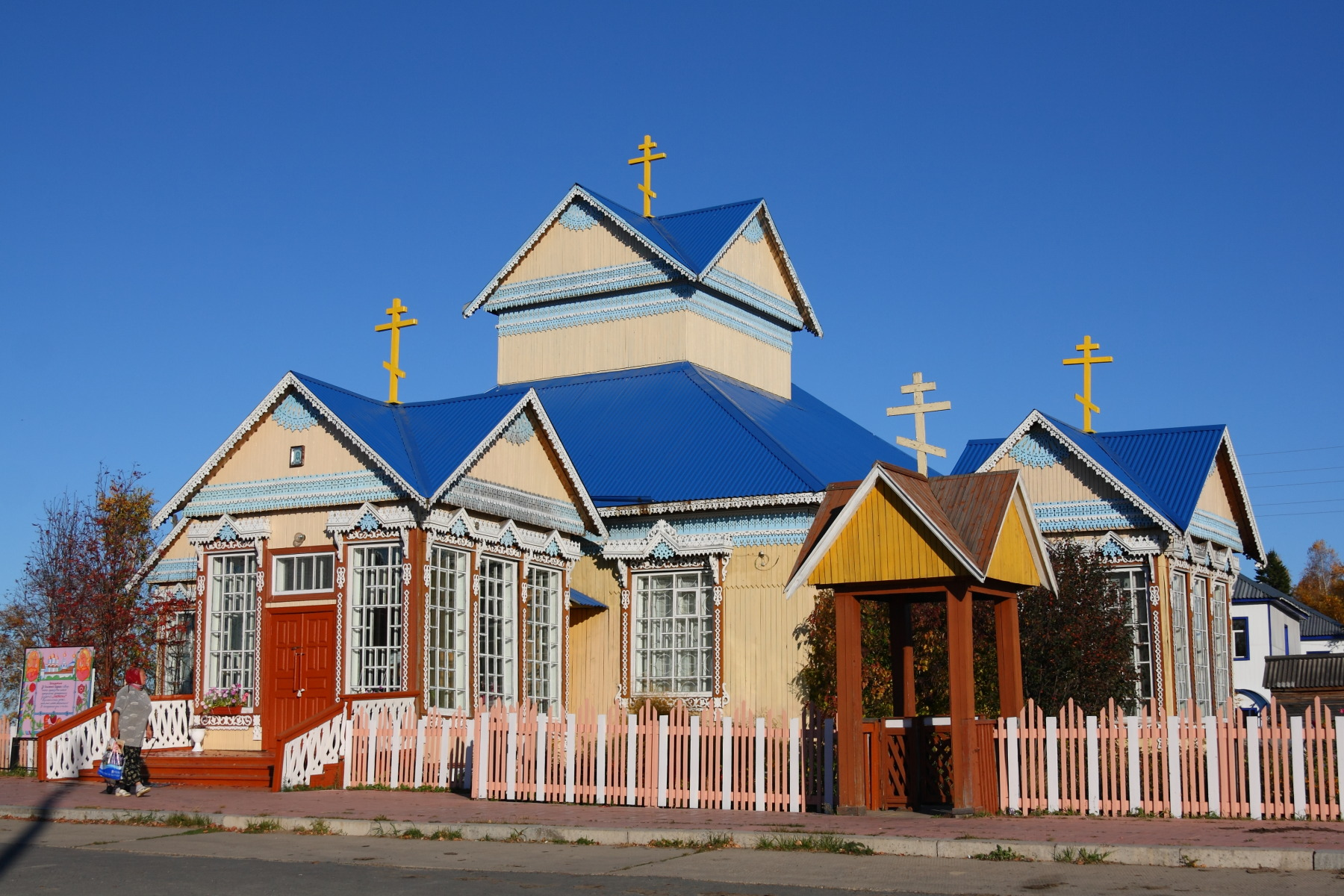
Kirche in Kargassok
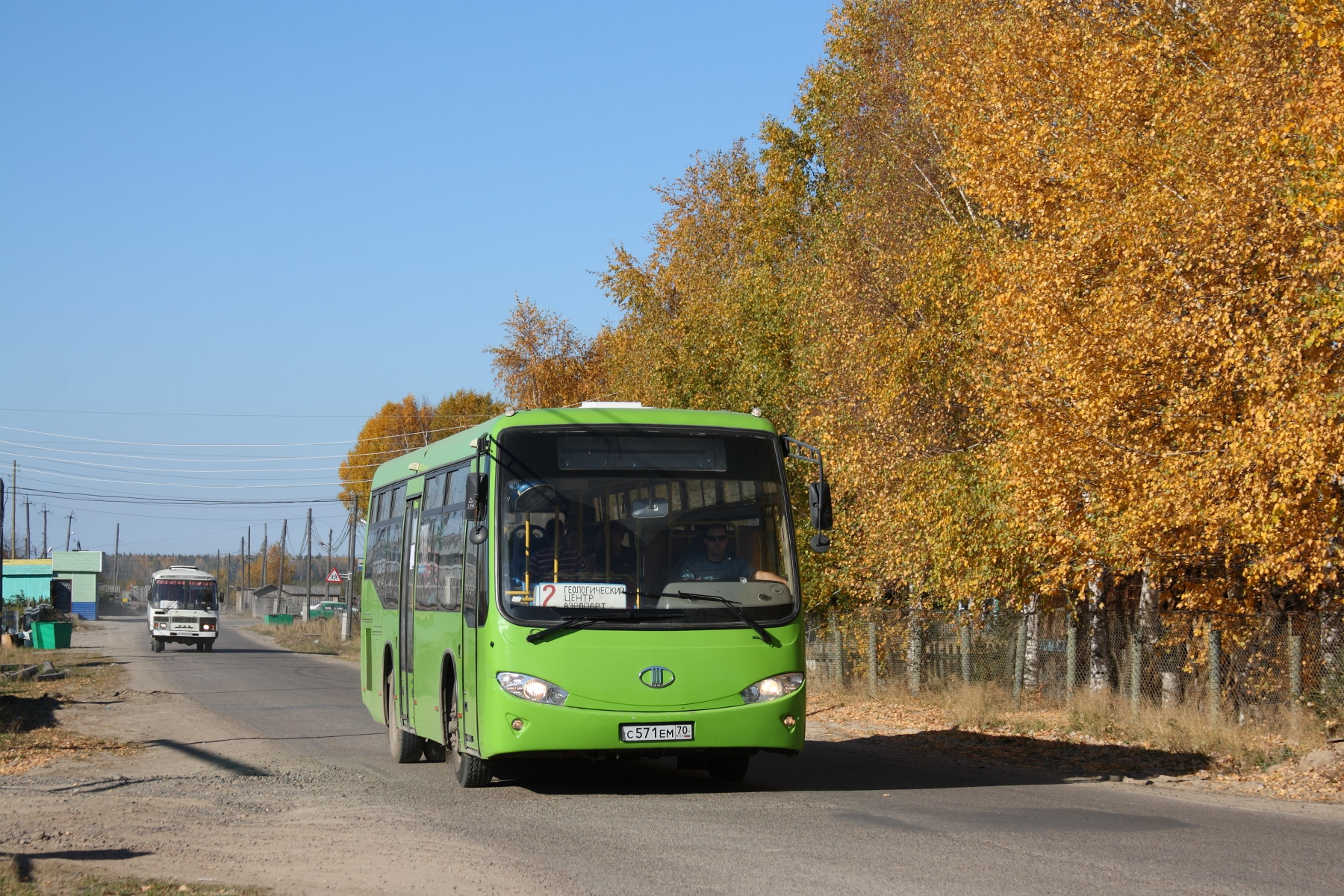
Straße mit Ortsbus Geologitscheski – Flughafen
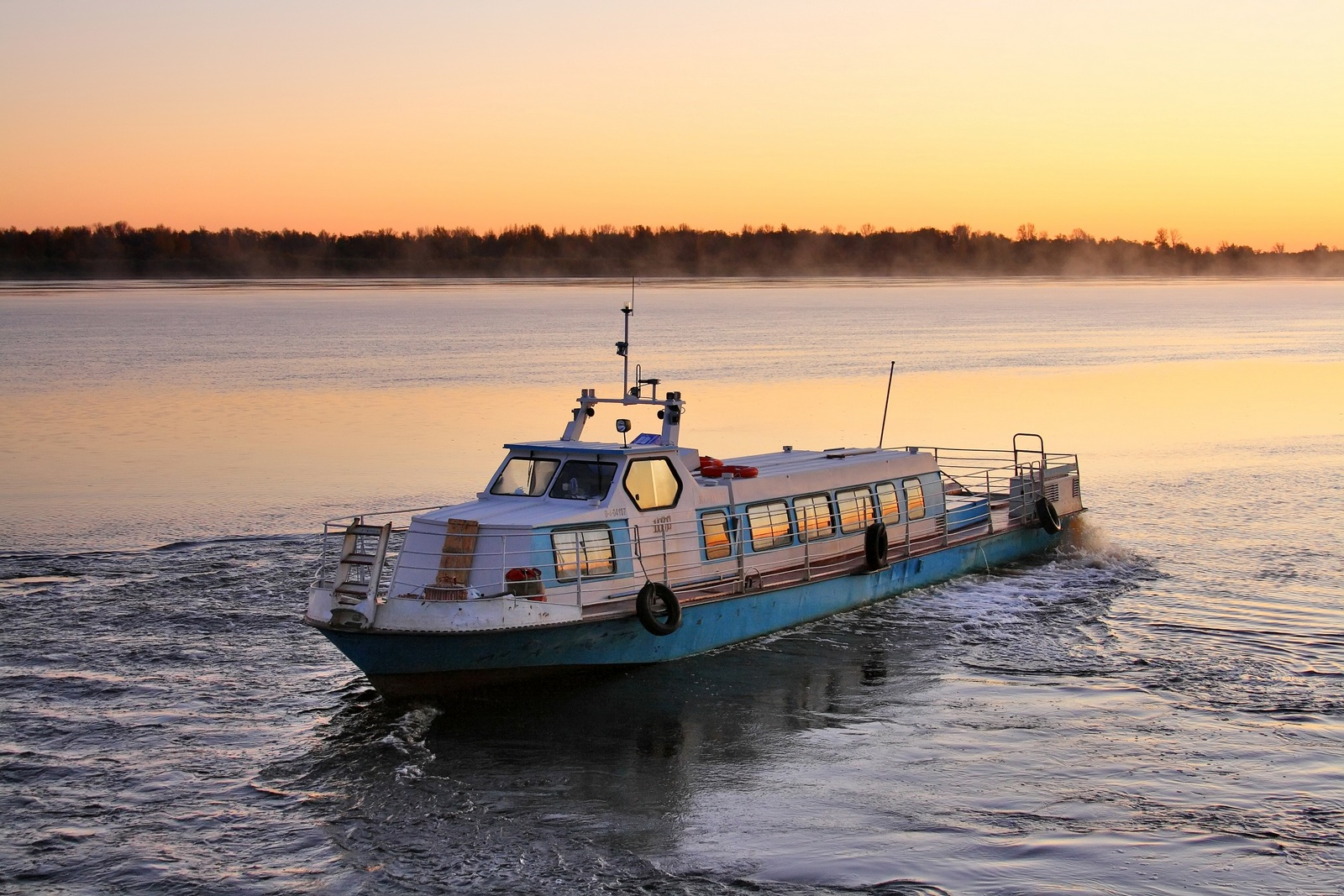
Passagierschiff auf dem Ob bei Kargassok

## Geschichte
Das Dorf wurde 1640 einige Kilometer südlich der heutigen Ortslage beim linken Parabel-Zufluss Ponigadka gegründet. Der Name bedeutet im Selkupischen etwa „Bären-Landspitze“. 1875 entstand im Bereich des heutigen Ortszentrums am Ob-Ufer die Siedlung Jelowka, später umbenannt in Pristan („Anlegestelle“), dann in Nowy Kargassok („Neu-Kargassok“), während der ursprüngliche Ort fortan Stary Kargassok („Alt-Kargassok“) hieß.
Am 9. Dezember 1925 wurde der Ort Verwaltungssitz eines nach ihm benannten Rajons. In den 1930er-Jahren wuchs die Einwohnerzahl von Nowy Kargassok durch im Rahmen der Entkulakisierung Zwangsumgesiedelte schnell an; Stary und Nowy Kargassok wurden vorübergehend eigenständige Ortsteile.

### Bevölkerungsentwicklung
| Jahr | Einwohner |
| ---- | --------- |
| 1939 | 3903      |
| 1959 | 6564      |
| 1970 | 6972      |
| 1979 | 6751      |
| 1989 | 8450      |
| 2002 | 8547      |
| 2010 | 8127      |

Anmerkung: Volkszählungsdaten

## Verkehr
Kargassok ist Endpunkt der Regionalstraße 69K-12, die südlich von Kolpaschewo von der 69K-2 Tomsk – Kolpaschewo abzweigt und über das südöstlich benachbarte Rajonzentrum Parabel das linke Ufer von Ob und Parabel hinabführt. Von Kargassok verläuft die Straße als 69K-13 weiter den Wassjugan aufwärts in Richtung Sredni Wassjugan (90 km bis unterhalb der Einmündung der Tschischapka befahrbar).
Am Westrand des Ortes befindet sich ein Flughafen (ICAO-Code UNLK), der seit den 1990er-Jahren nicht regelmäßig angeflogen wird.